# Exochus latro
Exochus latro är en stekelart som först beskrevs av André Seyrig 1934.  Exochus latro ingår i släktet Exochus och familjen brokparasitsteklar. Inga underarter finns listade i Catalogue of Life.